# Aconitum curvipilum
Aconitum curvipilum är en ranunkelväxtart som beskrevs av H. Riedl. Aconitum curvipilum ingår i släktet stormhattar, och familjen ranunkelväxter. Inga underarter finns listade i Catalogue of Life.